# Narine Abgarjan
Narine Abgarjan (Berd, 1971. január 14. –) örmény származású orosz író és blogger.
Ő a Marani krónikák, az Emberek, akik mindig velem vannak, az Égből hullott három alma, Simon és más könyvek szerzője. 2020-ban a The Guardian Európa legfényesebb szerzői közé sorolta.

## Élete
Abgarjan az örményországi Tavush tartománybeli Berdben született orvos és tanár családjában. Ő a legidősebb az öt gyerek között. Apai nagyapja örmény menekült volt Nyugat-Örményországból, nagyanyja pedig Kelet-Örményországból származott. Anyai nagyapja szintén örmény volt, Karabahból, nagymamája pedig orosz származású, az oroszországi Arhangelszk régióban született.
Egy fia, Emil Mednyikov 1995-ben született.

## Tanulmányai
1988-ban az örményországi Berdben fejezte be a középiskolát. Zeneiskolába is járt, ahol zongorára specializálódott. 1993-ban diplomázott a Jereván Brusov Nyelvtudományi Egyetemen. Orosz nyelv és irodalom tanár szakon végzett. Később Moszkvába költözött, ahol könyvelőként és eladóként dolgozott.

## Díjai
- 2011 – Az év kézirata díj a Manyunya-nak[20]
- 2011 – a 2011-es Big Book Award jelöltje
- 2013 – Baby-Нoc Award[21]
- 2015 – Alekszandr Grin Orosz Irodalmi Díj az orosz irodalom fejlődéséhez való kiemelkedő hozzájárulásért, amelyet egy különösen jelentős irodalmi alkotás létrehozásában, vagy általában a művekért nyújtottak.[22]
- 2016 – Jasznaja Poljana-díj a XXI. század jelölésben az Égből hullott három alma című munkájáért[23]

A Szemjon Andrejevics, Krónika firkákban című novellagyűjteményét az elmúlt évtized legjobb gyermekkönyvének választották Oroszországban.

## Könyvei
- 2010: Манюня (regény)
- 2011: Манюня пишет фантастичЫскЫй роман (regény)
- 2011: Понаехавшая (regény)
- 2012: Манюня, юбилей Ба и прочие треволнения
- 2012: Семён Андреич. Летопись в каракулях (novellák)
- 2014: Люди, которые всегда со мной (regény)
- 2015: С неба упали три яблока (regény)
- 2015: Счастье Муры (novella)
- 2016: Зулали (mese)
- 2016: Люди нашего двора (novellagyűjtemény)
- 2018: Дальше жить (novellagyűjtemény)
- 2020: Симон (regény)
- 2022: Молчание цвета (mesekönyv)

### Magyarul
- Égből hullott három alma. Marani krónikák és egyéb történetek (С неба упали три яблока) – Typotex, Budapest, 2019 · ISBN 9789632799926 · Fordította: Goretity József (Typotex világirodalom sorozat)
- Élni tovább. Könyv azokról, akik túlélték a háborút. Meg azokról, akik nem (Дальше жить) – Typotex, Budapest, 2022 · ISBN 9789634931881 · Fordította: Goretity József (Typotex világirodalom sorozat)
- Szimon (Симон) – Typotex, Budapest, 2023 · ISBN 978-963-493-259-8 · Fordította: Goretity József (Typotex világirodalom sorozat)
- A szín hallgatása (Молчание цвета) – Typotex, Budapest, 2024 · ISBN 9789634933205 · Fordította: Goretity József (Typotex világirodalom sorozat)

## Egyéb információk
- Honlapja

## Fordítás
- Ez a szócikk részben vagy egészben  a   Narine Abgaryan című angol Wikipédia-szócikk fordításán alapul.  Az eredeti cikk szerkesztőit annak laptörténete sorolja fel. Ez a jelzés csupán a megfogalmazás eredetét és a szerzői jogokat jelzi, nem szolgál a cikkben szereplő információk forrásmegjelöléseként.